# Гегакар
Гегакар (арм. Գեղաքար, до 1991 года — Субатан) — село в Гехаркуникской области Армении.

## География
Село расположено в юго-восточной части марза, к юго-востоку от озера Севан, к югу от автодороги , на расстоянии 81 километра к юго-востоку от города Гавар, административного центра области. Абсолютная высота — 2150 метров над уровнем моря.
Климат
Климат характеризуется как умеренно холодный, влажный (Dfb в классификации климатов Кёппена). Среднегодовая температура воздуха составляет 2,9 °C. Средняя температура самого холодного месяца (января) составляет −9,9 °С, самого жаркого месяца (августа) — 14,8 °С. Расчётная многолетняя норма атмосферных осадков — 816 мм. Наибольшее количество осадков выпадает в мае (116 мм).

## Население
Численность постоянного населения по состоянию на 1 января 2023 года составляла 144 человека.
| Год переписи | Население          | Население          | Население          | Население            | Население            | Население            |
| Год переписи | Наличное население | Наличное население | Наличное население | Постоянное население | Постоянное население | Постоянное население |
| Год переписи | Всего              | Мужчины            | Женщины            | Всего                | Мужчины              | Женщины              |
| ------------ | ------------------ | ------------------ | ------------------ | -------------------- | -------------------- | -------------------- |
| 2001         | 126                | 66                 | 60                 | 129                  | 66                   | 63                   |
| 2011         | 87                 | 54                 | 33                 | 136                  | 78                   | 58                   |

| Год  | Численность | Численность |
| ---- | ----------- | ----------- |
| 1873 | 180         | [ 8 ]       |
| 1897 | 306         | [ 8 ]       |
| 1926 | 210         | [ 8 ]       |
| 1939 | 265         | [ 8 ]       |
| 1959 | 334         | [ 8 ]       |
| 1979 | 468         | [ 8 ]       |
| 1989 | 286         | [ 8 ]       |
| 2001 | 129         | [ 8 ]       |
| 2011 | 136         | [ 9 ]       |